# 関西文化芸術学院
関西文化芸術学院（かんさいぶんかげいじゅつがくいん）は、奈良県奈良市山陵町にあった専修学校。2018年度より全学科募集停止し、2019年度をもって廃止された。

## 概要
- 近隣には東大寺学園があり、通学でバスを利用する場合は近鉄京都線高の原駅から、奈良交通東大寺学園行きに乗車していた。
- 高等課程文化芸術科は文部科学大臣の指定を受けていたため、修了者に大学入学資格が付与された。また2000年4月よりクラーク記念国際高等学校の協力校となっており、同校の「奈良キャンパス」を称していた。当校と合わせて入学することで高校卒業の資格が取得できた（任意）。

## 学校歴史
- 1998年開校。前身に当たるのは「奈良立正芸術学院（ならりっしょうげいじゅつがくいん、各種学校）」である。NHK学園の協力校であった。
- 2018年4月の広域通信制高校関西文化芸術高等学校の開校に伴い、同年度入学生より高等課程の募集停止。在校生卒業まで学校は存続。
- 2020年3月31日、廃校となる[1]

## 最寄駅
- 近鉄京都線
  - 高の原駅
  - 平城駅

## 所在地
奈良県奈良市山陵町1179

## 高等課程
- 文化芸術科
  - クラフト陶芸専攻
  - 音楽専攻
  - 舞台芸術専攻
  - ヴィジュアルデザイン専攻
  - 美術専攻
  - 大学進学コース

## 専門課程
※2018年5月1日時点で、在学者は芸術総合学科研究生の1名のみ。
- 芸術総合学科
  - セラミックアート専攻
  - メディアアート専攻
  - メディアデザイン専攻
- 日本語総合学科

## 著名な卒業生
- mio - ラジオパーソナリティ、ナレーター
- 丸山隆平 - 関ジャニ∞
- 錦戸亮 - (中退)関ジャニ∞